# فیث نو مور

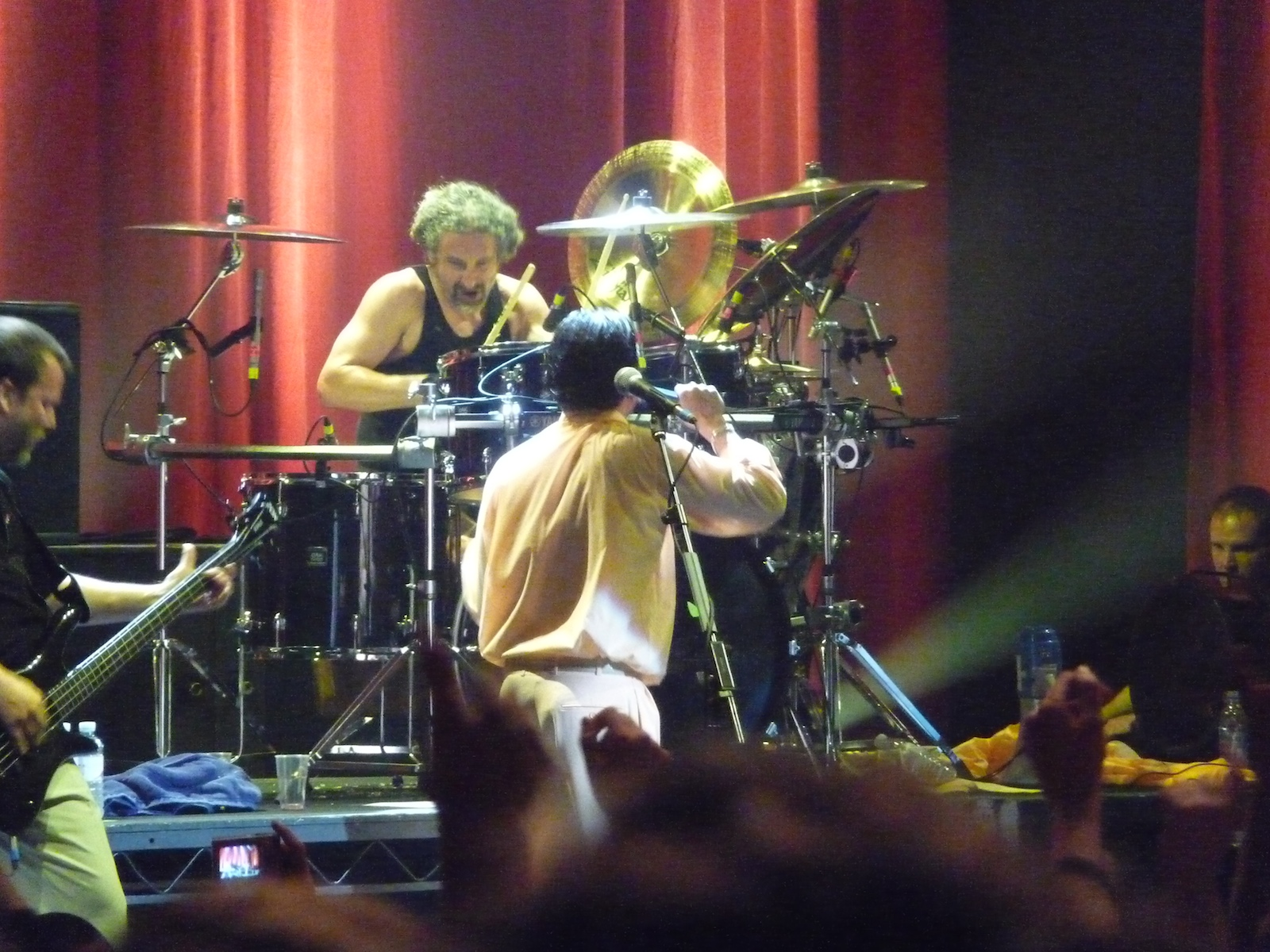
اجرای فیث نو مور

فِیث نُو مور (به انگلیسی: Faith no more) یک گروه نوآور موسیقی راک آمریکایی است که در سال ۱۹۸۱ پایه‌گذاری شد.
موسیقی فیث نو مور دربرگیرندهٔ عناصر سبک‌های مختلفی هم‌چون هوی متال، فانک، جَز، هیپ هاپ، هاردکور پانک و ترش متال است و از آن‌ها به‌عنوان یکی از گروه‌های تاثیرگذار موسیقی راک یاد می‌شود.

## اعضا
- بیلی گالد: گیتار بیس (۱۹۸۱ تا ۱۹۹۸ - ۲۰۰۹ تاکنون)
- مایک باردین: درامز (۱۹۸۱ تا ۱۹۹۸ - ۲۰۰۹ تاکنون)
- رادی باتم: کیبورد (۱۹۸۱ تا ۱۹۹۸ - ۲۰۰۹ تاکنون)
- مایک پاتن: آواز (۱۹۸۸ تا ۱۹۹۸ - ۲۰۰۹ تاکنون)
- جیم مارتین: گیتار الکتریک (۱۹۸۳ تا ۱۹۹۳)
- تری اسپرانس: گیتار الکتریک (۱۹۹۳ تا ۱۹۹۵)
- دین مِنتا: گیتار الکتریک (۱۹۹۵ تا ۱۹۹۷)
- جان هادسن: گیتار الکتریک (۱۹۹۷ تا ۱۹۹۸ - ۲۰۰۹ تاکنون)
- چاک مازلی: آواز (۱۹۸۵ تا ۱۹۸۸)
- کورتنی لاو: آواز (۱۹۸۵- برای مدتی کوتاه)

## آلبوم‌ها
| نام آلبوم                              | سال انتشار |
| -------------------------------------- | ---------- |
| ۱. We care alot                        | ۱۹۸۵       |
| ۲. Introduce Yourself                  | ۱۹۸۷       |
| ۳. The real thing                      | ۱۹۸۹       |
| ۴. Live at Brixton Academy             | ۱۹۹۱       |
| ۵. Angel Dust                          | ۱۹۹۲       |
| ۶. King for A Day, Fool for A Lifetime | ۱۹۹۵       |
| ۷. Album of the year                   | ۱۹۹۷       |